# Laura Dorp
Laura Dorp (n. 26 iulie 1996, în Saint-Doulchard) este o handbalistă franceză care, începând din iunie 2017, joacă pentru clubul românesc Rapid București.
În trecut, Dorp a fost componentă a echipei naționale de tineret a Franței, cu care a evoluat la Campionatul European U19 din 2015.

## Palmares
- Divizia 1
  - Câștigătoare: 2015
  - Medalie de bronz: 2016

- Cupa Ligii de Handbal Feminin:
  -  Câștigătoare: 2015

- Cupa Cupelor EHF:
  - Finalistă: 2015